# Ronald Reagan Washington National Airport

i7
i11
i13
Der Ronald Reagan Washington National Airport (IATA-Code: DCA, ICAO-Code: KDCA) ist ein öffentlicher Flughafen fünf Kilometer südlich der Innenstadt von Washington, D.C. im Arlington County, USA. Er ist der kommerzielle Flughafen, der am nächsten bei Washington liegt. Sein ursprünglicher Name war Washington National Airport, er wurde jedoch im Jahre 1998 nach dem ehemaligen Präsidenten Ronald Reagan umbenannt. Umgangssprachlich wird er „National“, „Washington National“, „Reagan“ oder „Reagan National“ genannt.
Es existiert ein Flugshuttle-Dienst der Airline zu den Flughäfen La Guardia in New York City und zum Logan International Airport in Boston. Mit wenigen Ausnahmen gibt es nur Flüge zu Zielen in maximal 2012 km (1250 mi) Entfernung, um den Fluglärm einzudämmen und mehr Flugverkehr zum größeren, aber weiter vom Zentrum entfernten Washington Dulles International Airport zu lenken. Im Jahre 2017 benutzten ca. 23,9 Millionen Passagiere den Flughafen. Da er keine Zweigstelle der Zoll- und Einwanderungsbehörde hat, dürfen internationale Flüge nur unter der Voraussetzung landen, dass diese Formalitäten bereits vor dem Abflug durchgeführt wurden. Mögliche Startflughäfen sind daher beispielsweise auf die Flughäfen Nassau auf den Bahamas, Bermuda, Shannon in Irland, sowie mehrere Flughäfen in Kanada beschränkt.

## Verkehrsanbindung
- Washington Metro: Die Haltestelle Ronald Reagan Washington National Airport befindet sich auf einer erhöhten, überdachten Plattform im Freien und ist mit der Wartehallenebene des Flughafens verbunden. Es halten die Züge der gelben und blauen Linien.[4]
- Taxi: Taxis vom Flughafen nach Virginia verwenden Taxameter; Taxis in den District of Columbia verwenden das Zonensystem der DC Taxicab Commission, außerdem wird ein Interstate-Zuschlag erhoben, wodurch eine Fahrt ins Zentrum von Washington etwa 10–20 US-Dollar kostet.
- Airport Shuttle: Verschiedene Firmen bieten einen Tür-zu-Tür-Service.
- Straße: Der Flughafen befindet sich am George Washington Memorial Parkway und hat Verbindungen zur U. S. Route 1 über das Airport Viaduct (State Route 233). Die Interstate 395 liegt nördlich des Flughafens und ist über den G. W. Parkway und die U. S. Route 1 erreichbar.

## Geschichte
Der Washington National Airport wurde im Auftrag der amerikanischen Regierung in den Jahren 1940–1941 von John McShain auf dem sandigen Ufer des Potomac River bei Gravelly Point, fünf Kilometer südlich von Washington D. C., errichtet.
Captain John Alexander baute 1746 an dieser Stelle ein Herrenhaus namens „Abingdon“. Sein Nachkomme, Philip Alexander, schenkte dem Ort Alexandria einen Großteil seiner Grundfläche, weshalb der Ort nach ihm benannt wurde. Das Haus Arbington wurde im Jahre 1778 von John Parke Custis erworben und war der Geburtsort von Eleanor „Nelly“ Parke Custis, der Stief-Enkelin von Präsident George Washington. Es fiel 1930 einem Brand zum Opfer. Im Jahre 1998 führte die Metropolitan Washington Airports Authority an der Stelle, an der einst das Herrenhaus gestanden hatte, Grabungen durch und zeigt dort gefundene Stücke seitdem in der Ausstellungshalle in Terminal A.
Zu Beginn des 20. Jahrhunderts war der Luftverkehr im Großraum von Washington D. C. sehr behindert. Hoover Field, gelegen in der Nähe des heutigen Standortes des Pentagons, war das erste große Terminal in der Gegend und wurde 1926 eröffnet. Die einzige Start- und Landebahn dieses Flughafens wurde jedoch von einer Straße gekreuzt, so dass Wachen den Straßenverkehr während Starts und Landungen stoppen mussten.
Im Jahr der Eröffnung von Hoover Field nahm mit dem Washington Airport ein weiterer, privater Flughafen ganz in der Nähe den Betrieb auf. Beide Flughäfen mussten 1930 aufgrund der Großen Depression zum Washington-Hoover-Airport zusammengelegt werden. Der Standort des Flughafens war jedoch aufgrund der im Osten angrenzenden Straße US-1 und ihrer begleitenden Hochspannungsmasten sowie eines hohen Schornsteins im Landeanflugskorridor und einer nahen Müllhalde sehr nachteilig.
Der National Airport nahm am 16. Juni 1941 seinen Betrieb auf. Obwohl er heute in Virginia liegt, befand sich ein Großteil der Fläche einst unter dem Wasserspiegel auf dem Gebiet des District of Columbia. Ein Gesetz von 1945 legte fest, dass der Flughafen auf dem Gebiet des Bundesstaates Virginia liegt, aber unter der Verwaltung des Kongresses steht.
Aufgrund starken Wachstums des Luftverkehrs wurde die Landebahn in den Jahren 1950 und 1955 erweitert. Die Ausrichtung der Landebahnen ist durch die Lage des Flughafens beschränkt. Lediglich die vierte, in ost-westlicher Richtung verlaufende Startbahn wurde nach ihrer Schließung im Jahre 1956 zu einem Taxiway und Parkplatz umgebaut. Das 1958 vollendete Nordterminal ergänzte die vorhandenen Abfertigungsgebäude. Beide Terminals wurden im Jahre 1961 miteinander verbunden.
Trotz der Erweiterungen wurde einige Anstrengungen unternommen, um das Wachstum des Flughafens einzuschränken. Das Aufkommen von Flugzeugen mit Strahltriebwerken, wie auch die Zunahme des Verkehrsaufkommens führten dazu, dass der Kongress im Jahre 1950 die Washington Airport Act verabschiedete, die zur Eröffnung des Dulles-Airports im Jahre 1962 führte. Aus Bedenken um den Fluglärm wurden sogar schon vor der Einführung der Jettriebwerke im Jahre 1966 Lärmbegrenzungsmaßnahmen getroffen. Um Staus zu vermeiden und mehr Verkehr auf alternative Flughäfen zu leiten, beschränkte die Federal Aviation Administration 1969 die Anzahl der Landungen und führte Flugraumbegrenzungen beim Ronald Reagan National Airport und vier weiteren Flughäfen mit hohem Verkehrsaufkommen ein.
Der Flughafen ist an das Metro-Netz von Washington D. C. angeschlossen. Der zum Flughafen gehörende Metro-Bahnhof wurde im Jahre 1977 in Betrieb genommen. Ursprünglich war der Bahnhof nicht direkt mit den Terminals verbunden, aber mittlerweile verbinden Fußgängerbrücken ihn mit den Terminals B und C.

### Umbenennung des Flughafens
Die US-Regierung gab 1987 die Kontrolle über die Flughäfen Dulles und National an die von Präsident Ronald Reagan durch ein entsprechendes Gesetz neu gegründete unabhängige Metropolitan Washington Airports Authority ab. Trotz dieses Gesetzes mischte sich der US-Kongress weiterhin in die Verwaltung der Flughäfen ein. Am 6. Februar 1998 wurde der Name des Flughafens auf Anordnung von Präsident Bill Clinton von Washington National Airport in Ronald Reagan Washington National Airport umbenannt, um den ehemaligen Präsidenten Reagan zu seinem 87. Geburtstag zu ehren. Diese Entscheidung wurde ohne Anhörung der Anwohner getroffen.
Die Verkehrsbehörde von Washington (Washington Metropolitan Area Transit Authority – WMTATA) weigerte sich zunächst, den zum Flughafen gehörenden Metro-Bahnhof umzubenennen, da sie auf ein Übereinkommen von 1987 verwies, wonach derjenige, der einen Haltepunkt umbenennen möchte, auch für sämtliche Kosten der geänderten Beschilderung aufzukommen habe. Der Bezirk Arlington County, der für das Tragen dieser Kosten verantwortlich gewesen wäre, weigerte sich jedoch. Der Kongress drohte daraufhin der Transportbehörde mit Budgetkürzungen. Daraufhin änderte die Washington Metro den Namen schließlich auf eigene Kosten.

### Erweiterungen
Wegen der Ausweitung des Flugverkehrs und aufgrund des begrenzten Platzes im alternden Hauptterminal begann der Flughafen in den 1990er Jahren mit intensiven Umbau- und Erweiterungsmaßnahmen. Der Hangar 11 am Nordende des Flughafens wurde 1989 zu einem Interimsterminal für die Airlines USAir und Delta Air Lines umgebaut. Hierdurch wurde eine Reihe Gates im Hauptterminal bis zur Eröffnung des neuen Terminalkomplexes frei. Dieser neue, vom argentinischen Architekten Cesar Pelli entworfene Komplex, bestehend aus den Terminals B und C sowie zwei Parkanlagen, wurde am 27. Juli 1997 eröffnet. Unmittelbar an die Eröffnung wurde das Interimsterminal geschlossen und wieder zu einem Hangar umgebaut. Ein Flugsteig des Hauptterminals, das nun Terminal A geworden war und hauptsächlich der Fluggesellschaft American Airlines zur Verfügung stand, wurde abgerissen, während die anderen Flugsteige bis heute als Gates 1–9 benutzt werden.

## Sicherheit des Flughafens

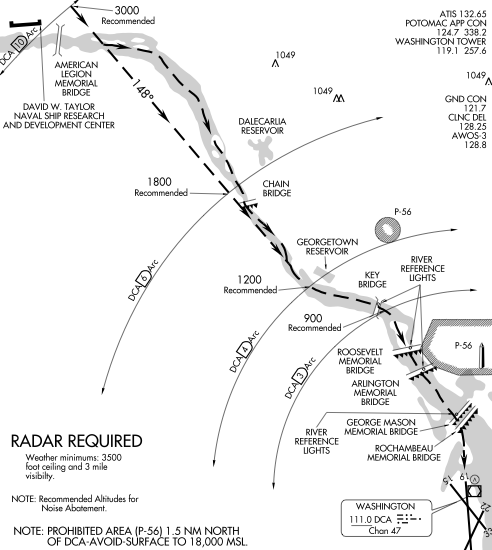
Der River-Visual-Landeanflug wird als eine der interessantesten Landeanflugrouten in den Vereinigten Staaten angesehen

Da der Flughafen sehr nahe an den Gebäuden vieler Bundesbehörden, wie dem Weißen Haus, dem Kapitol, dem Washington Monument und dem Pentagon, liegt, unterlag der Betrieb des Flughafens von vorneherein hohen Sicherheitsmaßnahmen.
Vor den Anschlägen des 11. Septembers 2001 war die auffälligste Sicherheitsmaßnahme der südliche Anflug auf den Flughafen. Der Großteil des Luftraums über Washington ist bis zu einer Höhe von 18.000 Fuß gesperrt. Daher müssen anfliegende Piloten aus dem Norden dem Verlauf des Potomac folgen und eine steile Wende kurz vor der Landung auf der südwärtigen Landebahn vollziehen. Dieser Landeanflug ist als River Visual bekannt und wird als einer der herausforderndsten Landeanflüge weltweit angesehen. Startende Flugzeuge in nördlicher Richtung müssen aus demselben Grund sehr schnell an Höhe gewinnen und eine steile Linkskurve fliegen, um Kontakt mit dem gesperrten Luftraum über dem Washington Monument, dem Weißen Haus oder dem Pentagon zu vermeiden.
Nach den Anschlägen war der Flughafen für mehrere Wochen geschlossen und wurde mit extrem verschärften Sicherheitsmaßnahmen wiedereröffnet. Folgende Maßnahmen wurden ergriffen:
- Verbot für Flugzeuge mit mehr als 156 Sitzplätzen (wurde im April 2002 wieder aufgehoben)[6]
- Verbot des River-Visual-Landeanflugs (wurde im April 2002 wieder aufgehoben)
- Passagiere mussten 30 Minuten vor der Landung und nach dem Abheben sitzen bleiben; falls doch jemand aufstehen sollte, wurde das Flugzeug unweigerlich zu einem anderen Flughafen mit einer Militäreskorte umgeleitet und die fragliche Person in Gewahrsam genommen und durch Beamte verhört (wurde im Juli 2005 wieder aufgehoben)[7]
- Verbot der Allgemeinen Luftfahrt (wurde im Oktober 2005 bei Einhaltung der unten angegebenen Regelungen wieder aufgehoben)[8]

Am 18. Oktober 2005 wurde der Flughafen wieder beschränkt für die Allgemeine Luftfahrt geöffnet. Die Beschränkungen bestanden beispielsweise aus der Zulassung von maximal 48 Flugbewegungen am Tag.

### DerRiver-Visual-Landeanflug
Der River-Visual-Landeanflug wird als eine der interessantesten Landeanflugsrouten in den Vereinigten Staaten angesehen. Er wurde aus Sicherheits- und Lärmschutzgründen eingeführt. Dieser dem Potomac folgende Landeanflug auf Landebahn 19 kann nur bei einer Wolkenhöhe von mindestens 3500 Fuß (1070 m) und einer Sichtweite von mindestens 3 Meilen (4,8 km) erfolgen. Zur Unterstützung der Piloten, die diesen Anflug benutzen, befindet sich auf der Arlington Memorial Bridge ein Positionslicht. Anfliegende Flugzeuge können von diversen Parks auf der westlichen Seite des Potomac beobachtet werden. Den Passagieren auf der linken Seite des Flugzeugs bietet sich ein Ausblick auf das Kapitol, das Washington Monument, das Jefferson Memorial, die National Mall und das Weiße Haus, während die Passagiere auf der rechten Seite einen Ausblick auf das Hauptquartier der CIA, den Nationalfriedhof von Arlington, das Pentagon und das United States Air Force Memorial erhalten.

## Verkehrszahlen
| Verkehrszahlen des Ronald Reagan Washington National Airport 1941–2021 | Verkehrszahlen des Ronald Reagan Washington National Airport 1941–2021 | Verkehrszahlen des Ronald Reagan Washington National Airport 1941–2021 | Verkehrszahlen des Ronald Reagan Washington National Airport 1941–2021 | Verkehrszahlen des Ronald Reagan Washington National Airport 1941–2021 |
| Jahr                                                                   | Fluggast- Aufkommen                                                    | Luftfracht (Tonnen)                                                    | Luftpost (Tonnen)                                                      | Flugbewegungen (mit Militär)                                           |
| ---------------------------------------------------------------------- | ---------------------------------------------------------------------- | ---------------------------------------------------------------------- | ---------------------------------------------------------------------- | ---------------------------------------------------------------------- |
| 2021                                                                   | 15.006.955                                                             | 197.843                                                                | 27.607                                                                 | 225.450                                                                |
| 2020                                                                   | 8.333.460                                                              | 188.626                                                                | 9.290                                                                  | 197.917                                                                |
| 2019                                                                   | 23.945.527                                                             | 1.887                                                                  | 291                                                                    | 285.042                                                                |
| 2018                                                                   | 23.464.618                                                             | 1.843                                                                  | 493                                                                    | 293.827                                                                |
| 2017                                                                   | 23.903.248                                                             | 2.162                                                                  | 668                                                                    | 293.299                                                                |
| 2016                                                                   | 23.600.177                                                             | 1.905                                                                  | 68                                                                     | 295.158                                                                |
| 2015                                                                   | 23.039.429                                                             | 2.555                                                                  | 192                                                                    | 292.676                                                                |
| 2014                                                                   | 20.810.387                                                             | 1.783                                                                  | 338                                                                    | 283.180                                                                |
| 2013                                                                   | 20.415.085                                                             | 1.847                                                                  | 56                                                                     | 292.656                                                                |
| 2012                                                                   | 19.655.440                                                             | 5.960                                                                  | 7                                                                      | 288.176                                                                |
| 2011                                                                   | 18.823.094                                                             | 6.261                                                                  | 4                                                                      | 281.770                                                                |
| 2010                                                                   | 18.118.713                                                             | 6.577                                                                  | 3                                                                      | 271.097                                                                |
| 2009                                                                   | 17.577.359                                                             | 5.806                                                                  | 5                                                                      | 272.146                                                                |
| 2008                                                                   | 18.028.287                                                             | 3.307                                                                  | 14                                                                     | 277.298                                                                |
| 2007                                                                   | 18.679.343                                                             | 2.219                                                                  | 296                                                                    | 275.433                                                                |
| 2006                                                                   | 18.550.785                                                             | 2.705                                                                  | 907                                                                    | 276.419                                                                |
| 2005                                                                   | 17.847.884                                                             | 2.593                                                                  | 1.376                                                                  | 276.056                                                                |
| 2004                                                                   | 15.944.542                                                             | 2.707                                                                  | 2.366                                                                  | 268.576                                                                |
| 2003                                                                   | 14.223.123                                                             | 3.070                                                                  | 2.705                                                                  | 250.802                                                                |
| 2002                                                                   | 12.881.601                                                             | 2.726                                                                  | 3.137                                                                  | 215.691                                                                |
| 2001                                                                   | 13.265.387                                                             | 5.423                                                                  | 19.767                                                                 | 244.008                                                                |
| 2000                                                                   | 15.888.199                                                             | 7.977                                                                  | 29.762                                                                 | 297.879                                                                |
| 1999                                                                   | 15.185.348                                                             | 9.966                                                                  | 27.773                                                                 | 291.765                                                                |
| 1998                                                                   | 15.970.306                                                             | 9.880                                                                  | 33.525                                                                 | 297.093                                                                |
| 1997                                                                   | 15.907.006                                                             | 11.265                                                                 | 36.979                                                                 | 304.636                                                                |
| 1996                                                                   | 15.226.500                                                             | 12.591                                                                 | 38.426                                                                 | 298.086                                                                |
| 1995                                                                   | 15.506.244                                                             | 13.464                                                                 | 38.375                                                                 | 304.876                                                                |
| 1994                                                                   | 15.700.825                                                             | 14.620                                                                 | 43.628                                                                 | 306.529                                                                |
| 1993                                                                   | 16.307.808                                                             | 14.788                                                                 | 42.684                                                                 | 312.346                                                                |
| 1992                                                                   | 15.593.535                                                             | 15.001                                                                 | 45.673                                                                 | 301.668                                                                |
| 1991                                                                   | 15.098.697                                                             | 14.372                                                                 | 45.072                                                                 | 292.926                                                                |
| 1990                                                                   | 15.805.496                                                             | 14.746                                                                 | 46.485                                                                 | 313.740                                                                |
| 1989                                                                   | 15.385.240                                                             | 13.774                                                                 | 46.475                                                                 | 311.207                                                                |
| 1988                                                                   | 16.014.585                                                             | 16.405                                                                 | 47.998                                                                 | 322.403                                                                |
| 1987                                                                   | 15.703.410                                                             | 15.689                                                                 | 44.294                                                                 | 321.182                                                                |
| 1986                                                                   | 14.544.523                                                             | 15.357                                                                 | 42.494                                                                 | 319.711                                                                |
| 1985                                                                   | 14.690.471                                                             | 19.137                                                                 | 46.021                                                                 | 306.354                                                                |
| 1984                                                                   | 14.842.922                                                             | 16.933                                                                 | 47.250                                                                 | 337.538                                                                |
| 1983                                                                   | 14.461.437                                                             | 16.882                                                                 | 44.825                                                                 | 334.431                                                                |
| 1982                                                                   | 13.321.098                                                             | 17.707                                                                 | 45.000                                                                 | 307.377                                                                |
| 1981                                                                   | 14.175.058                                                             | 20.183                                                                 | 45.735                                                                 | 337.132                                                                |
| 1980                                                                   | 14.540.089                                                             | 25.549                                                                 | 47.840                                                                 | 352.166                                                                |
| 1979                                                                   | 15.134.017                                                             | 34.404                                                                 | 44.424                                                                 | 352.904                                                                |
| 1978                                                                   | 14.176.233                                                             | 38.595                                                                 | 43.403                                                                 | 352.044                                                                |
| 1977                                                                   | 13.258.200                                                             | 37.799                                                                 | 39.342                                                                 | 345.452                                                                |
| 1976                                                                   | 12.336.534                                                             | 37.799                                                                 | 37.944                                                                 | 326.083                                                                |
| 1975                                                                   | 11.369.061                                                             | 34.714                                                                 | 35.062                                                                 | 306.494                                                                |
| 1974                                                                   | 11.706.028                                                             | 45.919                                                                 | 36.220                                                                 | 312.216                                                                |
| 1973                                                                   | 11.715.578                                                             | 51.887                                                                 | 38.054                                                                 | 339.904                                                                |
| 1972                                                                   | 11.121.965                                                             | 48.955                                                                 | 37.304                                                                 | 331.429                                                                |
| 1971                                                                   | 10.377.308                                                             | 44.017                                                                 | 34.070                                                                 | 329.972                                                                |
| 1970                                                                   | 9.768.375                                                              | 45.223                                                                 | 31.329                                                                 | 319.449                                                                |
| 1969                                                                   | 10.247.537                                                             | 45.568                                                                 | 30.038                                                                 | 337.084                                                                |
| 1968                                                                   | 9.968.015                                                              | 45.299                                                                 | 29.591                                                                 | 346.417                                                                |
| 1967                                                                   | 9.383.352                                                              | 44.756                                                                 | 25.046                                                                 | 334.630                                                                |
| 1966                                                                   | 7.919.955                                                              | 42.570                                                                 | 19.852                                                                 | 312.494                                                                |
| 1965                                                                   | 6.951.845                                                              | 38.479                                                                 | 18.676                                                                 | 309.562                                                                |
| 1964                                                                   | 6.188.292                                                              | 30.852                                                                 | 15.628                                                                 | 289.740                                                                |
| 1963                                                                   | 5.464.010                                                              | 27.669                                                                 | 16.854                                                                 | 294.797                                                                |
| 1962                                                                   | 4.837.166                                                              | 26.207                                                                 | 17.163                                                                 | 280.831                                                                |
| 1961                                                                   | 4.646.154                                                              | 22.826                                                                 | 17.158                                                                 | 290.339                                                                |
| 1960                                                                   | 4.725.605                                                              | 20.963                                                                 | 15.338                                                                 | 292.146                                                                |
| 1959                                                                   | 5.005.746                                                              | 18.882                                                                 | 13.776                                                                 | 309.340                                                                |
| 1958                                                                   | 4.533.623                                                              | 17.068                                                                 | 12.067                                                                 | 280.842                                                                |
| 1957                                                                   | 4.463.227                                                              | 16.049                                                                 | 10.958                                                                 | 276.717                                                                |
| 1956                                                                   | 3.964.113                                                              | 16.060                                                                 | 10.576                                                                 | 257.762                                                                |
| 1955                                                                   | 3.634.951                                                              | 14.493                                                                 | 10.169                                                                 | 225.914                                                                |
| 1954                                                                   | 3.102.875                                                              | 11.067                                                                 | 9.337                                                                  | 202.573                                                                |
| 1953                                                                   | 2.720.024                                                              | 11.062                                                                 | 7.703                                                                  | 195.649                                                                |
| 1952                                                                   | 2.492.354                                                              | -                                                                      | -                                                                      | 184.460                                                                |
| 1951                                                                   | 2.458.717                                                              | -                                                                      | -                                                                      | 186.747                                                                |
| 1950                                                                   | 1.629.723                                                              | -                                                                      | -                                                                      | 148.748                                                                |
| 1949                                                                   | 1.386.887                                                              | -                                                                      | -                                                                      | 165.033                                                                |
| 1948                                                                   | 1.186.676                                                              | -                                                                      | -                                                                      | 160.352                                                                |
| 1947                                                                   | 1.140.945                                                              | -                                                                      | -                                                                      | 159.690                                                                |
| 1946                                                                   | 1.230.480                                                              | -                                                                      | -                                                                      | 180.690                                                                |
| 1945                                                                   | 756.537                                                                | -                                                                      | -                                                                      | 152.067                                                                |
| 1944                                                                   | 557.145                                                                | -                                                                      | -                                                                      | 107.315                                                                |
| 1943                                                                   | 360.563                                                                | -                                                                      | -                                                                      | 93.086                                                                 |
| 1942                                                                   | 459.396                                                                | -                                                                      | -                                                                      | 77.348                                                                 |
| 1941                                                                   | 344.257                                                                | -                                                                      | -                                                                      | 43.060                                                                 |

1. ↑  Fluggastaufkommen enthält General Aviation und Militär

## Zwischenfälle

### Vor 1960
- Am 29. März 1946 wurde eine Lockheed L-049 Constellation der US-amerikanischen Trans World Airlines (TWA) (Luftfahrzeugkennzeichen 86510) bei der Landung auf dem Flughafen Washington National mit viel zu hoher Geschwindigkeit aufgesetzt. Auch waren die Landeklappen noch nicht vollständig ausgefahren. Die Maschine geriet von der Landebahn ab, kollidierte mit einem Transformatorgebäude aus Beton und kam in einem Entwässerungsgraben zum Liegen. Alle 12 Insassen überlebten den Unfall. Das Flugzeug wurde irreparabel beschädigt.[9]

- Am 12. September 1946 geriet ein Triebwerk einer Douglas DC-4/C-54A der US-amerikanischen Pennsylvania-Central Airlines (NX91068) in Brand. Die Besatzung, die einen Trainingsflug absolvierte, führte eine Notlandung auf dem Flughafen Washington-National durch, wobei das beschädigte Triebwerk kurz vor dem Aufsetzen von der Tragfläche abriss. Das Flugzeug wurde irreparabel beschädigt. Alle vier Insassen überlebten.[10]

- Am 11. Oktober 1946 wurde eine Douglas DC-4/C-54B-15-DO der US-amerikanischen Eastern Air Lines (NC88729) beim zweiten Anflugversuch auf den Flughafen Washington National knapp 10 km vom Ziel entfernt in den Boden geflogen. Die Maschine kollidierte mit einem gerade einmal 60 m hohen Hügel, sprang wieder hoch und schlug mehrfach auf, wobei sie sich in alle wesentlichen Teile zerlegte und auf dem Rücken zu liegen kam. Bei diesem CFIT (Controlled flight into terrain) überlebten erstaunlicherweise alle 26 Insassen, 4 Besatzungsmitglieder und 22 Passagiere, den Unfall, nachdem ein Feuer ausgebrochen war.[11]

- Am 13. Juni 1947 wurde eine Douglas DC-4/C-54 der Pennsylvania-Central Airlines (NC88842) auf der Strecke von Pittsburgh nach Washington in einer Höhe von 430 m gegen einen Gebirgskamm in den Blue Ridge Mountains (Pennsylvania) geflogen. Die Maschine befand sich noch 85 km nordwestlich des Zielflughafens Washington-National. Bei diesem CFIT (Controlled flight into terrain) wurden alle 50 Insassen getötet.[12]

- Am 1. November 1949 stieß ein Kampfflugzeug des Typs Lockheed P-38 Lightning der Bolivianischen Luftfahrtbehörde (NX26927) kurz vor dem Flughafen Washington/National mit einer Douglas DC-4 der Eastern Air Lines (N88727) zusammen, die sich gerade in der Endanflugkurve befand. Alle 55 Insassen der DC-4 wurden getötet. Der bolivianische Pilot war zu diesem Zeitpunkt ohne Freigabe in den Anflug gegangen (siehe auch Eastern-Air-Lines-Flug 537).[13][14]

- Am 12. Dezember 1949 stürzte eine Douglas DC-3-313A der US-amerikanischen Capital Airlines (N25691) im Anflug auf den Washington National Airport infolge eines Strömungsabrisses 600 m vor der Landebahn in den Potomac River. Bei dem Unfall kamen 6 der 23 Insassen ums Leben: 2 Besatzungsmitglieder und 4 Passagiere.[15]

- Am 22. Juni 1957 verunglückte eine Douglas DC-3/C-47A-75-DL der US-amerikanischen Capital Airlines (N88835) durch einen Strömungsabriss. Die drei Piloten, die einen Trainingsflug vom Washington National Airport durchführten, kamen ums Leben.[16][17]

### Nach 1960
- Am 13. Januar 1982 stürzte eine Boeing 737-222 (N62AF) der Air Florida kurz nach dem Start vom Washington National Airport auf der Höhe des Pentagon in den Potomac River. Dabei starben 74 der 79 Insassen sowie vier Personen am Boden. Hauptgrund für den Absturz war, dass die Tragflächen mit Schnee bedeckt waren, da zwischen Enteisung und Start zu viel Zeit verstrichen war. Zudem hatten die Piloten nach Schneefall die Staurohrheizung für die Triebwerksstaurohre nicht eingeschaltet, sodass diese vereisten (siehe auch Air-Florida-Flug 90).

- Am 29. Januar 2025 kollidierte eine Bombardier CRJ700 (N709PS) auf einem von der PSA Airlines durchgeführten Linienflug der American Airlines beim Landeanflug auf den Ronald Reagan Washington National Airport (DCA) mit einem Hubschrauber der United States Army des Typs Sikorsky UH-60 Black Hawk (00-26860) und stürzte mit diesem in den Potomac River. Alle 64 Insassen der CRJ700 und alle 3 Insassen der UH-60 kamen dabei ums Leben (siehe auch American-Airlines-Flug 5342).[18][19]